# لاسه يوهانسون
لاسه يوهانسون (بالسويدية: Lasse Johansson)‏ (2 أبريل 1975 في السويد - ) هو لاعب كرة قدم سويدي في مركز الوسط. لعب مع نادي كالمار وEmmaboda IS ‏ ونادي أوسترس وغايس غوتنبرغ.

## وصلات خارجية
- لاسه يوهانسون على موقع قاعدة بيانات كرة القدم.إي يو (الإنجليزية)
- لاسه يوهانسون على موقع عالم كرة القدم.نت (الإنجليزية)